# Пйотровиці-Польські
Пйотровиці-Польські (пол. Piotrowice Polskie) — село в Польщі, у гміні Цепловоди Зомбковицького повіту Нижньосілезького воєводства.
Населення — 136 осіб (2011).
У 1975-1998 роках село належало до Валбжиського воєводства.

## Демографія
Демографічна структура станом на 31 березня 2011 року:
|          | Загалом | Допрацездатний вік | Працездатний вік | Постпрацездатний вік |
| -------- | ------- | ------------------ | ---------------- | -------------------- |
| Чоловіки | 68      | 17                 | 46               | 5                    |
| Жінки    | 68      | 7                  | 40               | 21                   |
| Разом    | 136     | 24                 | 86               | 26                   |